# 迈克尔·波兰尼
迈克尔·波兰尼（匈牙利語：Polányi Mihály，1891年3月11日—1976年2月22日） 是一名匈牙利裔英籍通才。他对物理化学、经济和哲学都有很重要的贡献。他认为实证主义给人提供了一种“知”的错觉，让人无法达到最高成就。
他在物理化学中的研究包括化学动力学，X射线晶体学和气体的吸附。在1921年，他成为了研究纤维衍射的先驱；1934年开始研究延展金属塑性變形的位错理论。
他于1926年移居德国，在柏林的凯撒-威廉学院担任化学教授。 1933年他移居英国，在曼彻斯特大学一开始做了化学教授，后来成了社会科学教授。他的两名学生（其中有尤金·维格纳）和他的儿子（约翰·查尔斯·波兰尼）获得了诺贝尔奖。1944年，他成为了皇家学会的一员。

## 生平

### 早年生活
迈克尔·波兰尼，原名米哈利·波拉茨克（匈牙利語：Polányi Mihály），在布达佩斯出生，是米哈利·波拉茨克（匈牙利語：Milhály Pollacsek）和希希莉娅·波拉茨克（原名希希莉娅·沃尔）的第五个孩子。

### 教育
1909年，波兰尼从布达佩斯-法所里福音文理中学（匈牙利語：Budapest-Fasori Evangélikus Gimnázium）毕业后，他参加了医生培训，并在1914年拿到了医师证。他是伽利略小组的一员。在皇家约瑟夫理工大学教授伊格纳奇·费弗尔的帮助下，他获得了在德国卡尔斯鲁厄的一所理工大学学习化学的奖学金。在第一次世界大战中，作为奥匈帝国的一名军医，他被派往了塞爾維亞前线。1916年，他在病假中完成了他关于吸附的博士论文。他的研究被阿尔伯特·爱因斯坦支持，导师是古斯塔夫·布赫博科。1919年，他被授予皇家佩斯大學的博士学位。

## 家庭
迈克尔·波兰尼的哥哥卡尔·波兰尼也是一位哲学与经济学的通才。他的儿子约翰·查尔斯·波拉尼获得了诺贝尔奖。